# Kathrine Larsen
Kathrine Østergaard Larsen (* 5. Mai 1993 in Albertslund) ist eine dänische Fußballtorhüterin, die seit 2025 beim italienischen Erstligisten Sampdoria Genua unter Vertrag steht und 2020 erstmals für die Dänische Fußballnationalmannschaft der Frauen spielte. 

## Werdegang

### Verein
Larsen spielte zunächst für Ballerup-Skovlunde Fodbold (BSF) und wechselte 2016 zum Meister Brøndby IF, mit dem sie 2017 die Meisterschaft und den Pokal gewann. Allerdings war sie dort nur die dritte Torhüterin und auch in den nächsten Jahren hatte sie nur wenige Einsätze. Mit Brøndby nahm sie in der Saison 2016/17 auch an der UEFA Women’s Champions League teil, kam allerdings nur 2017/18 zu zwei vollen Einsätzen gegen Lillestrøm SK Kvinner. Nach einem torlosen Remis in Norwegen verloren sie daheim mit 1:2. Zur Saison 2019/2020 wechselte sie zum Ligakonkurrenten FC Nordsjælland, wo sie sofort Stammtorhüterin wurde und im ersten Spiel bei ihrem alten Verein mit 3:0 gewinnen konnte. Bereits nach einer Saison wechselte sie in die Damallsvenskan zu Djurgården Damfotboll, wo sie die schwangere isländische Nationaltorhüterin Guðbjörg Gunnarsdóttir vertrat. Anschließend ging es nach Norwegen zu Klepp IL, wo sie Stammtorhüterin wurde, aber 53 Gegentore kassierte, nur in einem Spiel ohne Gegentor blieb und am Ende der Saison den letzten und damit Abstiegsplatz belegte. Nach einem kurzen Abstecher nach Schweden zum Hammarby IF, kehrte sie im Juli 2022 zur neuen Saison zu Brøndby IF zurück. Nach einem kurzen Engagement in Australien bei Western United wechselte sie im April 2024 nach Schweden zu Malmö FF. Im Februar 2025 wechselte sie nach Italien zu Sampdoria Genua.

### Nationalmannschaft
Larsen wurde im März 2011 bei einem Turnier in La Manga erstmals in der U-19 eingesetzt. Nach zwei Freundschaftsspielen im August gegen die Schweiz nahm sie mit der Mannschaft an der ersten Qualifikationsrunde für die U-19-EM 2012 teil, die sie bei einem Turnier in Lettland mit drei Siegen erfolgreich abschlossen. Sie kam dabei in zwei Spielen zum Einsatz. Im März 2012 hatte sie wieder in La Manga drei weitere Einsätze, das war dann aber ihr Ende in der U-19. Im August 2025 und 2016 wurde sie dann in je einem Freundschaftsspiel der U-23 gegen Finnland eingesetzt. Im Mai 2019 wurde sie für ein Freundschaftsspiel der A-Nationalmannschaft gegen England nominiert, aber nicht eingesetzt. Sie wurde dann auch für die Qualifikationsspiele zur EM 2022 eingeladen. Ihren ersten Einsatz in der A-Elf hatte sie aber erst beim Algarve-Cup 2020 im zweiten Spiel beim 2:1-Sieg gegen Schweden. Nach der COVID-19-bedingten Länderspielpause wurde sie im Qualifikationsspiel gegen Israel am 21. Oktober 2020 eingesetzt. Kurz danach erklärte Stammtorhüterin Katrine Louise Abel ihren Rücktritt zum Jahresende, so dass die Karten im Tor neu gemischt wurden. Larsen kam in der Qualifikation für die WM 2023 aber nur zu drei Einsätzen, wogegen Lene Christensen fünfmal im Tor stand. Am 30. Juni wurde sie als zweite Torhüterin für die WM-Endrunde in Australien und Neuseeland nominiert. Bei der WM, die für die Däninnen mit einer Achtelfinalniederlage gegen Co-Gastgeber Australien endete, kam sie nicht zum Einsatz.
Da erstmals das Abschneiden bei der WM für die europäischen Teams nicht entscheidend für die Qualifikation zu den Olympischen Spielen 2024 war, hatten die Däninnen noch die Chance sich über die UEFA Women’s Nations League 2023/24 für die Spiele in Paris zu qualifizieren. Die Däninnen konnten auch im ersten Spiel den härtesten Konkurrenten Deutschland mit 2:0 besiegen, verloren aber nach drei weiteren Siegen gegen die anderen Gruppengegner das Rückspiel in Deutschland mit 0:3 und auch das letzte Heimspiel gegen Island. Damit verpassten sie als Gruppenzweite das Final Four Turnier, bei dem um zwei Olympiatickets gespielt wurde. Kathrine saß bei vier Spielen nur auf der Bank.
In der erfolgreichen Qualifikation für die EM 2025 saß sie viermal nur auf der Bank. Am 20. Juni 2025 wurde sie für die EM-Endrunde nominiert. Sie kam dort aber nicht zum Einsatz.

## Erfolge
- Dänische Meisterin: 2016/17
- Dänische Pokalsiegerin: 2016/17, 2017/18